# Gran Premio di Tripoli 1933

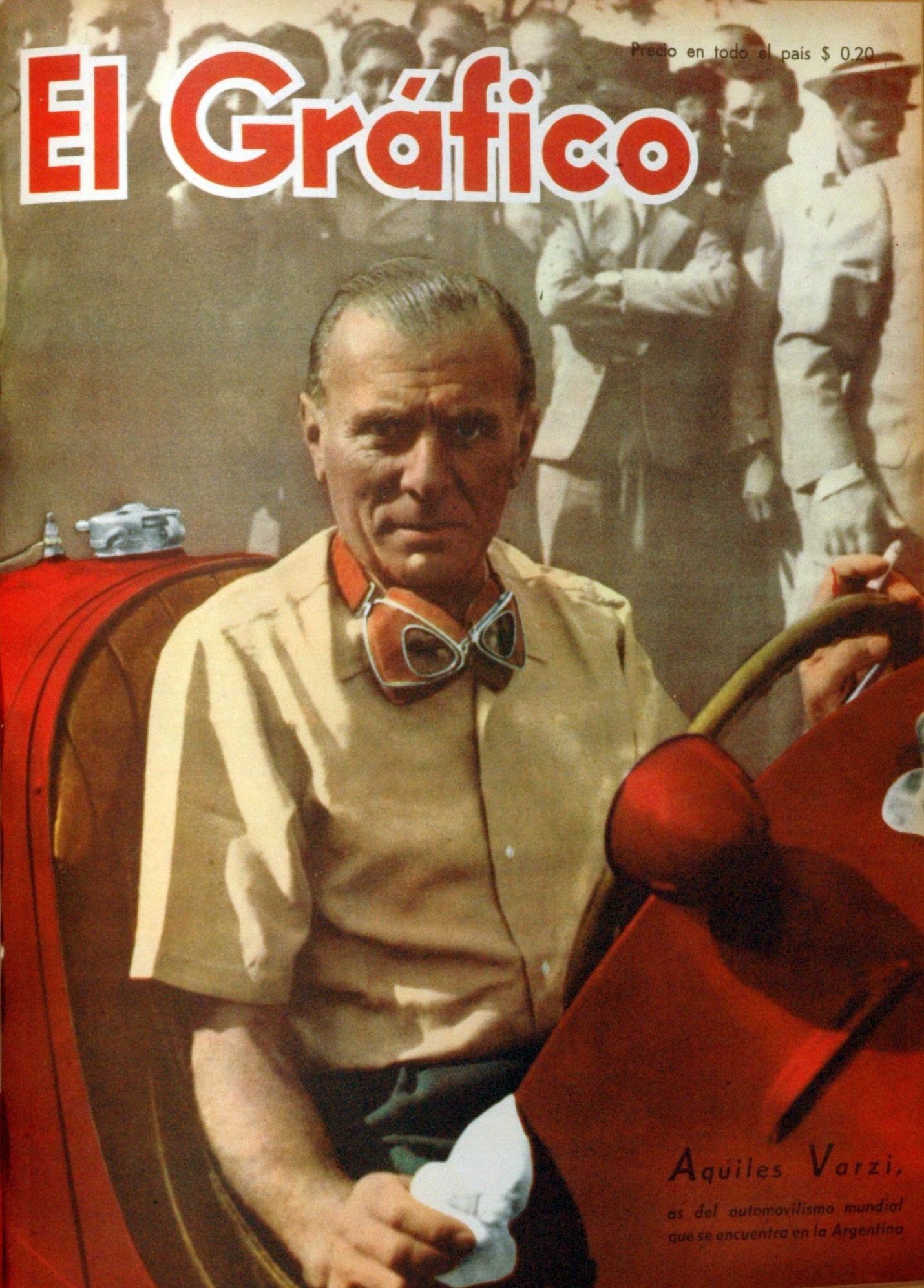
Rennsieger Achille Varzi

Der Gran Premio di Tripoli 1933 fand am 7. Mai auf der neuen Rennstrecke von Mellaha statt.

## Rennen
Nachdem das Rennen 1930 von dem tödlichen Unfall des beliebten Italieners Gastone Brilli-Peri überschattet worden und zudem ein finanzielles Desaster für die Veranstalter geworden war, wurde die kommenden zwei Jahre auf eine Austragung verzichtet. In diesem Jahr entschied sich der Präsident des örtlichen Autoklubs in Tripolis, Egidio Sforzini, jedoch für die Veranstaltung. Eigens für dieses Rennen wurde der knapp 13 Kilometer lange Ring bei Tagiura östlich von Tripolis gebaut.
Die Startaufstellung wurde, wie damals üblich, ausgelost und die Startnummern anhand der Reihenfolge vergeben. Der Start wurde vom Gouverneur Pietro Badoglio freigegeben, und Carlo Cazzaniga übernahm die Führung. Nach der ersten Runde musste er jedoch Tim Birkin vorbeiziehen lassen und wenig später auch Tazio Nuvolari, Giuseppe Campari und Goffredo Zehender die ebenfalls an Birkin vorbeigingen. Kurz vor der Hälfte des Rennens musste Campari seinen Maserati mit Motorschaden an der Box abstellen. Birkin bekam so den dritten Platz zurück, musste aber ebenfalls in die Box, um seinen Maserati zu betanken. Hierbei zog sich Birkin eine schwere Brandverletzung am Arm zu, als er versehentlich das heiße Auspuffrohr berührte. Trotz der Verletzung setzte Birkin das Rennen ohne offensichtliche Probleme fort. An der Spitze lieferten sich Nuvolari und Varzi einen harten Zweikampf, den Varzi mit 0,2 Sekunden Vorsprung gewann.
Die schwere Brandverletzung Birkins stellte sich im Nachhinein als äußerst kritisch dar, dennoch ließ der Brite sie nicht ausreichend behandeln. Am 22. Juni, knapp sechs Wochen nach dem Rennen, verstarb Birkin an den Folgen dieser Verletzung.

## Ergebnisse

### Meldeliste
| Team                         | Nr. | Fahrer               | Chassis                   | Motor                         | Reifen |
| ---------------------------- | --- | -------------------- | ------------------------- | ----------------------------- | ------ |
| Luigi Premoli                | 02  | Luigi Premoli        | BMP-Maserati 8C           | Maserati 2.8L I8 Kompressor   |        |
| Scuderia Ferrari             | 04  | Tazio Nuvolari       | Alfa Romeo Monza          | Alfa Romeo 2.3L I8 Kompressor | E      |
| Scuderia Ferrari             | 32  | Baconin Borzacchini  | Alfa Romeo Monza          | Alfa Romeo 2.3L I8 Kompressor | E      |
| Scuderia Ferrari             | 56  | Mario Tadini         | Alfa Romeo 8C-2300 Spider | Alfa Romeo 2.3L I8 Kompressor | E      |
| Giuseppe Bianchi             | 06  | Giuseppe Bianchi     | Maserati 26               | Maserati 1.5L I8              |        |
| Mario Cussini                | 08  | Mario Cussini        | Maserati 26               | Maserati 1.5L I8              |        |
| Bernard Rubin & Henry Birkin | 10  | Tim Birkin           | Maserati 8C-3000          | Maserati 3.0L I8 Kompressor   | D      |
| Carlo Gazzabini              | 12  | Carlo Gazzabini      | Alfa Romeo 8C-2300 Spider | Alfa Romeo 2.3L I8 Kompressor |        |
| Officine Alfieri Maserati    | 14  | Luigi Fagioli        | Maserati 8C-3000          | Maserati 3.0L I8 Kompressor   | P      |
| Officine Alfieri Maserati    | 38  | Giuseppe Campari     | Maserati 8C-3000          | Maserati 3.0L I8 Kompressor   | P      |
| Charly Jellen                | 16  | Charly Jellen        | Alfa Romeo Monza          | Alfa Romeo 2.3L I8 Kompressor |        |
| Achille Varzi                | 18  | Achille Varzi        | Bugatti T51               | Bugatti 2.3L I8 Kompressor    |        |
| Gianni Battaglia             | 20  | Gianni Battaglia     | Alfa Romeo 8C-2300 Spider | Alfa Romeo 2.3L I8 Kompressor |        |
| Renato Balestrero            | 22  | Renato Balestrero    | Alfa Romeo 8C-2300 Spider | Alfa Romeo 2.3L I8 Kompressor |        |
| Angelo Giusti                | 24  | Angelo Giusti        | Bugatti T35C              | Bugatti 2.0L I8 Kompressor    |        |
| Raymond Sommer               | 26  | Raymond Sommer       | Maserati 8CM              | Maserati 3.0L I8 Kompressor   |        |
| Raymond Sommer               | 44  | Goffredo Zehender    | Maserati 8CM              | Maserati 3.0L I8 Kompressor   |        |
| Albino Pratesi               | 28  | Albino Pratesi       | Talbot-Darracq 700        | Talbot 1.5L I8                |        |
| Carlo Cazzaniga              | 30  | Carlo Cazzaniga      | Bugatti T35B              | Bugatti 2.3L I8 Kompressor    |        |
| Francesco Matrullo           | 34  | Francesco Matrullo   | Maserati 4CM              | Maserati 1.1L I4              |        |
| Attilio Battilana            | 36  | Attilio Battilana    | Maserati 26               | Maserati 1.5L I8              |        |
| Luigi Castelbarco            | 40  | Luigi Castelbarco    | Maserati 4CM              | Maserati 1.5L I4              | P      |
| Nando Barbieri               | 42  | Nando Barbieri       | Maserati 4CM              | Maserati 1.1L I8              | P      |
| Guglielmo Gramonelli         | 46  | Guglielmo Gramonelli | Alfa Romeo Monza          | Alfa Romeo 2.3L I8 Kompressor |        |
| László Hartmann              | 48  | László Hartmann      | Bugatti T51               | Bugatti 2.3L I8 Kompressor    |        |
| Secondo Corsi                | 50  | Secondo Corsi        | Maserati 26C              | Maserati 1.5L I8              |        |
| Mario Moradei                | 52  | Mario Moradei        | Talbot-Darracq 700        | Talbot 1.5L I8                |        |
| Clemente Biondetti           | 54  | Clemente Biondetti   | MB-Maserati Speciale      | Bugatti 2.5L I8 Kompressor    |        |
| Gerolamo Ferrari             | 58  | Gerolamo Ferrari     | Bugatti T51               | Bugatti 2.3L I8 Kompressor    |        |
| Letterio Cucinotta           | 60  | Letterio Cucinotta   | Talbot-Darracq 700        | Talbot 1.5L I8                |        |
| Lelio Pellegrini             | 62  | Lelio Pellegrini     | Alfa Romeo Monza          | Alfa Romeo 2.3L I8 Kompressor |        |
| Piero Taruffi                | 64  | Piero Taruffi        | Alfa Romeo 8C-2300 Spider | Alfa Romeo 2.3L I8 Kompressor | P      |
| Pietro Ghersi                | 66  | Pietro Ghersi        | Alfa Romeo 8C-2300        | Alfa Romeo 2.3L I8 Kompressor | P      |

### Rennergebnis
| Pos. | Fahrer              | Konstrukteur | Runden | Stopps | Zeit         | Start | Schnellste Runde | Ausfallgrund |
| ---- | ------------------- | ------------ | ------ | ------ | ------------ | ----- | ---------------- | ------------ |
| 01   | Achille Varzi       | Bugatti      | 30     |        | 2:19:51,4 h  | 7     | 4:26,8 min       |              |
| 02   | Tazio Nuvolari      | Alfa Romeo   | 30     |        | + 0,2 s      | 2     |                  |              |
| 03   | Tim Birkin          | Maserati     | 30     |        | + 1:31,8 min | 4     |                  |              |
| 04   | Attilio Battilana   | Maserati     | 27     |        | + 3 Runden   | 15    |                  |              |
| 05   | Piero Taruffi       | Alfa Romeo   | 27     |        | + 3 Runden   | 28    |                  |              |
| 06   | Renato Balestrero   | Alfa Romeo   | 27     |        | + 3 Runden   | 9     |                  |              |
| 07   | Pietro Ghersi       | Alfa Romeo   | 27     |        | + 3 Runden   | 29    |                  |              |
| 08   | Gianni Battaglia    | Alfa Romeo   | 26     |        | + 4 Runden   | 8     |                  |              |
| 09   | László Hartmann     | Bugatti      | 26     |        | + 4 Runden   | 20    |                  |              |
| 10   | Luigi Castelbarco   | Maserati     | 26     |        | + 4 Runden   | 17    |                  |              |
| 11   | Francesco Matrullo  | Maserati     | 25     |        | + 5 Runden   | 14    |                  |              |
| 12   | Letterio Cucinotta  | Talbot       | 25     |        | + 5 Runden   | 26    |                  |              |
| 13   | Nando Barbieri      | Maserati     | 24     |        | + 6 Runden   | 18    |                  |              |
| 14   | Mario Cussini       | Maserati     | 19     |        | + 11 Runden  | 3     |                  |              |
| —    | Goffredo Zehender   | Maserati     | 29     |        | DNF          | 19    |                  | Ausfall      |
| —    | Gerolamo Ferrari    | Bugatti      | 28     |        | DNF          | 25    |                  | Ausfall      |
| —    | Mario Tadini        | Alfa Romeo   | 20     |        | DNF          | 24    |                  | Ausfall      |
| —    | Giuseppe Campari    | Maserati     | 20     |        | DNF          | 16    |                  | Ausfall      |
| —    | Carlo Gazzabini     | Alfa Romeo   | 17     |        | DNF          | 5     |                  | Ausfall      |
| —    | Luigi Fagioli       | Maserati     | 17     |        | DNF          | 6     |                  | Ausfall      |
| —    | Carlo Cazzaniga     | Bugatti      | 11     |        | DNF          | 13    |                  | Ausfall      |
| —    | Luigi Premoli       | BMP-Maserati | 7      |        | DNF          | 1     |                  | Ausfall      |
| —    | Mario Moradei       | Talbot       | 7      |        | DNF          | 22    |                  | Ausfall      |
| —    | Lelio Pellegrini    | Alfa Romeo   | 6      |        | DNF          | 27    |                  | Ausfall      |
| —    | Albino Pratesi      | Talbot       | 4      |        | DNF          | 11    |                  | Ausfall      |
| —    | Angelo Giusti       | Bugatti      | 3      |        | DNF          | 10    |                  | Ausfall      |
| —    | Clemente Biondetti  | MB-Maserati  | 2      |        | DNF          | 23    |                  | Ausfall      |
| —    | Baconin Borzacchini | Alfa Romeo   | 2      |        | DNF          | 12    |                  | Ausfall      |
| —    | Secondo Corsi       | Maserati     | 2      |        | DNF          | 21    |                  | Ausfall      |